# 대한무용학회
대한무용학회는 회원의 학술활동과 현장연구로 무용학 발전에 도움을 주며 창조적인 예술창작을 통해 한국의 무용예술 발전과 무용교육의 정확한 미래학을 추구하기 위하여 1999년 10월 28일 설립된 대한민국 문화체육관광부 소관의 사단법인이다. 사무실은 서울특별시 성동구 왕십리로 222, 307호 (사근동, 한양대학교올림픽체육관)에 있다.

## 주요 사업
- 무용에 관한 학술연구 및 현장연구
- 무용 연구발표, 강연회 및 강습회 개최
- 무용에 관한 연구자료 조사 및 자문
- 국제간의 유대강화 및 학술교류
- 무용에 관한 도서간행